# Éver Guzmán
Éver Arsenio Guzmán Zavala (nacido en Celaya, Guanajuato, México, el 15 de marzo de 1988) es un exfutbolista mexicano. Jugaba de delantero.

## Trayectoria
Un joven talento surgido de las fuerzas básicas de Monarcas pero posiblemente, más conocido por ser parte de la Selección de fútbol de México. Ayudó a la Selección a obtener la Copa Mundial de Fútbol Sub-17 de 2005 de la FIFA en la cual, al entrar de cambio por Giovani Dos Santos, fue precisamente el encargado de anotar el tercer tanto a diez minutos de que finalizara el partido, el cual les daría la victoria definitiva ante Brasil.
En enero de 2020 fichó por el Hartford Athletic de la USL. 
El 31 de marzo de 2021 Se confirma su traspaso hacia Antigua GFC.

## Selección nacional

### Copa Mundial de Fútbol Sub-17 de 2005
Se coronó campeón del mundo en 2005, en la Copa Mundial de Fútbol Sub-17 de 2005 celebrada en Perú con la Selección de fútbol de México, dirigida por Jesús Ramírez. A pesar de haber empezado en su mayoría en la banca, anotó cuatro goles durante la justa mundialista, ganando la distinción de ser el segundo máximo goleador del torneo, solo por debajo de su compañero de equipo, Carlos Vela.

### Juegos Panamericanos de 2007
Participó en los Juegos Panamericanos de 2007 de Río de Janeiro dirigido por el técnico René Isidoro García obteniendo la medalla de Bronce con el equipo mexicano. México cayó con Jamaica en penales en la semifinal, lo que hizo que México jugara el partido por el tercer lugar ante su similar de Bolivia, ganando 1 a 0.

## Estadísticas
Actualizado al último partido jugado el 6 de octubre de 2021.

### Clubes
| Monarcas · México                                                                      |               |               |     |    |    |   |   |    |     |    |
| 1ª                                                                                     | 2004          | 1             | 0   | -  | -  | - | - | 1  | 0   |    |
| 1ª                                                                                     | 2004-05       | 1             | 0   | -  | -  | - | - | 1  | 0   |    |
| 1ª                                                                                     | 2005-06       | 16            | 2   | -  | -  | - | - | 16 | 2   |    |
| 1ª                                                                                     | 2006-07       | 1             | 0   | -  | -  | - | - | 1  | 0   |    |
| 1ª                                                                                     | 2007-08       | 19            | 4   | -  | -  | 3 | 1 | 22 | 5   |    |
| 1ª                                                                                     | 2008-09       | 20            | 2   | -  | -  | 2 | 0 | 22 | 2   |    |
| 1ª                                                                                     | 2013-14       | 12            | 2   | 7  | 2  | 1 | 0 | 20 | 4   |    |
| Total club                                                                             | Total club    | 70            | 10  | 7  | 2  | 6 | 1 | 83 | 13  |    |
| Mérida F. C. · México                                                                  |               |               |     |    |    |   |   |    |     |    |
| 2ª                                                                                     | 2007-08       | 7             | 1   | -  | -  | - | - | 7  | 1   |    |
| 2ª                                                                                     | 2009-10       | 27            | 7   | -  | -  | - | - | 27 | 7   |    |
| 2ª                                                                                     | 2011-12       | 30            | 15  | -  | -  | - | - | 30 | 15  |    |
| Total club                                                                             | Total club    | 64            | 23  | 0  | 0  | 0 | 0 | 64 | 23  |    |
| Veracruz · México                                                                      |               |               |     |    |    |   |   |    |     |    |
| 2ª                                                                                     | 2010-11       | 28            | 0   | -  | -  | - | - | 28 | 0   |    |
| Total club                                                                             | Total club    | 28            | 0   | 0  | 0  | 0 | 0 | 28 | 0   |    |
| Toros Neza · México                                                                    |               |               |     |    |    |   |   |    |     |    |
| 2ª                                                                                     | 2012-13       | 34            | 9   | 8  | 1  | - | - | 42 | 10  |    |
| Total club                                                                             | Total club    | 34            | 9   | 8  | 1  | 0 | 0 | 42 | 10  |    |
| Lobos BUAP · México                                                                    |               |               |     |    |    |   |   |    |     |    |
| 2ª                                                                                     | 2014-15       | 7             | 0   | 11 | 1  | - | - | 18 | 1   |    |
| Total club                                                                             | Total club    | 7             | 0   | 11 | 1  | 0 | 0 | 18 | 1   |    |
| Correcaminos · México                                                                  |               |               |     |    |    |   |   |    |     |    |
| 2ª                                                                                     | 2015-16       | 29            | 8   | 4  | 1  | - | - | 33 | 9   |    |
| 2ª                                                                                     | 2016-17       | 24            | 1   | 3  | 2  | - | - | 27 | 3   |    |
| Total club                                                                             | Total club    | 53            | 9   | 7  | 3  | 0 | 0 | 60 | 12  |    |
| San Antonio F. C. Estados Unidos                                                       |               |               |     |    |    |   |   |    |     |    |
| 2ª                                                                                     | 2017          | 11            | 5   | -  | -  | - | - | 11 | 5   |    |
| 2ª                                                                                     | 2018          | 27            | 11  | -  | -  | - | - | 27 | 11  |    |
| 2ª                                                                                     | 2019          | 25            | 8   | 2  | 1  | - | - | 27 | 9   |    |
| Total club                                                                             | Total club    | 63            | 24  | 2  | 1  | 0 | 0 | 65 | 25  |    |
| Hartford Athletic Estados Unidos                                                       |               |               |     |    |    |   |   |    |     |    |
| 2ª                                                                                     | 2020          | 13            | 5   | -  | -  | - | - | 13 | 5   |    |
| Total club                                                                             | Total club    | 13            | 5   | 0  | 0  | 0 | 0 | 13 | 5   |    |
| Antigua GFC · Guatemala                                                                |               |               |     |    |    |   |   |    |     |    |
| 1ª                                                                                     | 2020-21       | 9             | 0   | -  | -  | - | - | 9  | 0   |    |
| Total club                                                                             | Total club    | 9             | 0   | 0  | 0  | 0 | 0 | 9  | 0   |    |
| Total carrera                                                                          | Total carrera | Total carrera | 341 | 80 | 35 | 8 | 6 | 1  | 382 | 89 |
| (1)Incluye datos de la Copa México (2)Incluye datos de la Copa Libertadores de América |               |               |     |    |    |   |   |    |     |    |

## Palmarés

### Torneos nacionales
| Título          | Club       | Sede   | Año  |
| --------------- | ---------- | ------ | ---- |
| Liga de Ascenso | Toros Neza | México | 2013 |

### Torneos internacionales
| Título              | Club (*)      | Sede | Año  |
| ------------------- | ------------- | ---- | ---- |
| Copa Mundial Sub-17 | México Sub-17 | Perú | 2005 |